# Бурханов, Василий Федотович
Васи́лий Федо́тович Бурха́нов (25 апреля (7 мая) 1908 — 14 сентября 1982, Москва) — советский инженер-контр-адмирал; начальник Главного управления Северного морского пути (Главсевморпути), заместитель министра морского флота СССР. Доктор экономических наук.

## Биография
Родился 25 апреля (7 мая) 1908 года в селе Усть-Погожье, ныне Дубовского района, Волгоградской области.
Во время Гражданской войны погибли или умерли его отец, мать и старшие братья. Василий оказался в детском доме Царицына, откуда бежал в Ташкент, где был беспризорником.
Затем пристал к воинской части, которая сражалась против Врангеля. Комиссар бронепоезда рабочий-коммунист Емельянов отправил Васю на Сталинградский металлургический завод «Красный Октябрь». В шестнадцать лет он стал комсомольским вожаком завода. В августе 1929 года по комсомольской путевке был направлен в Ленинград в Военно-морское инженерное училище имени т. Дзержинского, по окончании которого служил на кораблях Балтийского флота.
В дальнейшем Бурханов участвовал в легендарной экспедиции по Северному морскому пути с Отто Юльевичем Шмидтом. За серию научных работ, связанных с технико-экономическим обоснованием проводки судов по Северному морскому пути и за непосредственное участие в самой проводке первого каравана кораблей через льды Арктики, правительство Советского Союза удостоило Бурханова высшей награды — ордена Ленина.
С апреля 1939 года по май 1945 года — начальник тыла — помощник командующего Тихоокеанским флотом по тылу. 18 апреля 1943 года присвоено воинское звание инженер-контр-адмирал. С мая 1945 года по феврвль 1946 года — начальник тыла Амурской военной флотилии. Участвовал в войне с милитаристской Японией. В 1946—1947 года — начальник тыла Юго-Балтийского флота.
С 1947 года — в Главсевморпути. С марта 1953 года по июнь 1959 года — начальник Главсевморпути при Совете Министров СССР. Одновременно с сентября 1954 года по февраль 1957 — заместитель Министра морского флота СССР. С июня 1957 года в запасе.
Был начальником высокоширотных воздушных экспедиций «Север-6» и «Север-7». В 1956 году предложил направить в Антарктиду 1-ю Советскую антарктическую экспедицию под руководством М. М. Сомова и лично осуществлял контроль за подготовкой и деятельностью этой экспедиции.
С 1960 года — на научной работе на кафедре полярных стран географического факультета Московского государственного университета имени М. В. Ломоносова. В 1969—1972 годах — основатель и руководитель лаборатории геоэкологии Севера в составе географического факультета МГУ. Он организовал при кафедре Северную экспедицию, которая позволила студентам летом побывать на Севере для изучения этого региона. К работе в экспедиции привлекаются известные учёные, чтобы решать важные народнохозяйственные задачи, связанные с освоением новых территорий. Эта временная экспедиция выросла в постоянно действующую лабораторию по освоению Севера.
Был членом редакционного совета издательства «Мысль». Автор более 70 научных работ. В научном сообществе считается представителем научной школы, внёсшей вклад в разработку вопросов освоения новых территорий
Умер 14 сентября 1982 года. Похоронен в Москве на Кунцевском кладбище, участок 9.

## Семья
Жена — Онисимо-Яновская Татьяна Дмитриевна. У супругов было шесть детей.

## Награды
- Два ордена Ленина (1937, 1956)
- Орден Красного Знамени (1949)
- Два ордена Красной Звезды (1943, 1944)
- Медали
- Именное оружие (1958)

## Память
- Именем В. Ф. Бурханова назван корабль, построенный в 1986 году.[6]